# Uferfeuchtkäfer
Die Uferfeuchtkäfer (Noteridae) stellen eine Familie der Käfer dar.

## Merkmale
Die Käfer werden ein bis 6,3 Millimeter lang und haben einen ovalen, stromlinienförmigen, meist braunen, schwarzen oder durchscheinenden Körper, der dem von Schwimmkäfern sehr ähnlich sieht. Sie unterscheiden sich von dieser Familie aber durch die Hüften der hinteren Beinpaare, die nach hinten plattenförmig geformt sind und dadurch den Ansatz des hinteren Schenkelrings überdecken. Manche Arten sehen Wasserkäfern ähnlich, von diesen unterscheiden sie sich aber durch ihre fadenförmigen Fühler, die elf Glieder haben. Alle Beine haben fünf Tarsenglieder. Bei nicht allen Arten sind die Tarsen der Hinterbeine mit Schwimmhärchen bedeckt. Der Kopf der Tiere ist kurz und vom Halsschild ein wenig überdeckt.

## Lebensweise
Sowohl die Larven als auch die Imagines leben unter Wasser. Die Käfer können gut schwimmen und bewegen sich fort, indem sie mit den Hinterbeinen gleichzeitig rudern. Die Tiere leben in stehenden Gewässern oder Fließgewässern mit langsamer Strömung. Man findet sie in der Regel zwischen den Wurzeln von auf der Wasseroberfläche treibenden Pflanzen, aber auch im Uferschlamm und Substrat am Grund des Gewässers. Larven und Käfer ernähren sich räuberisch und von toten Tieren, sie fressen aber auch Pflanzenteile.

## Systematik (Europa)
Die Uferfeuchtkäfer kommen weltweit mit etwa 270 Arten vor, in Europa sind sie mit nur vier Arten vertreten, davon leben zwei Arten auch in Mitteleuropa (Noterus clavicornis, Noterus crassicornis). Die Familie wurde früher als Unterfamilie der Schwimmkäfer (Dytiscidae) betrachtet, mit denen sie sehr eng verwandt sind. Ihr Hauptverbreitungsgebiet sind die Tropen.

### Unterfamilie Noterinae
- Großer Uferfeuchtkäfer (Noterus clavicornis) (De Geer, 1774)
- Kleiner Uferfeuchtkäfer (Noterus crassicornis) (O. F. Müller, 1776)
- Noterus laevis Sturm, 1834
- Canthydrus diophthalmus (Reiche & Saulcy, 1855)